# Georges Louis Le Rouge
Georges Louis Le Rouge (* um 1707 in Hannover; † um 1790) war Kartograph, Architekt, Zeichner und Kupferstecher. Er betätigte sich auch als Herausgeber und Verleger des eigenen umfangreichen druckgraphischen Werks. Sein Spätwerk unter der Sammelbezeichnung Jardins anglo-chinois à la mode dokumentiert zahlreiche Gärten und Gartenentwürfe.

## Herkunft

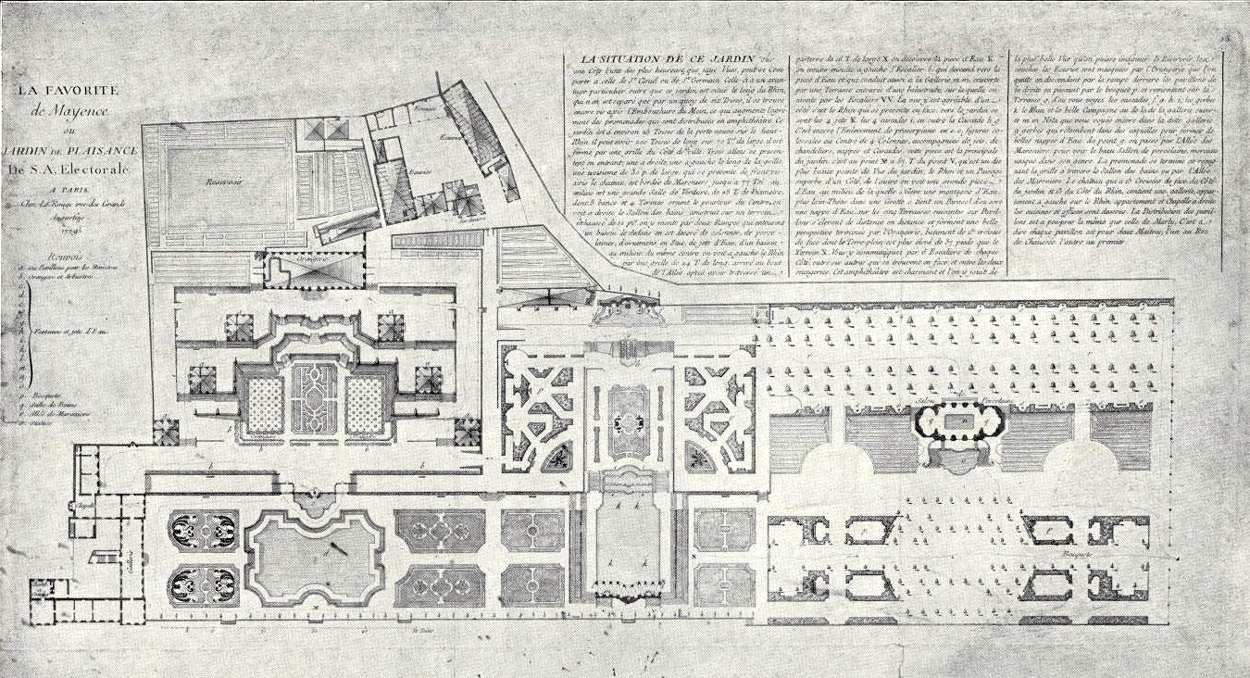
Plan der Favorite bei Mainz, 1779

Die Lebensgeschichte von Le Rouge ist nur bruchstückhaft bekannt und wirft viele Fragen auf. Le Rouge ist mit hoher Wahrscheinlichkeit der Sohn des aus Frankreich stammenden Architekten Louis Remy de la Fosse. Er beschäftigte sich früh mit Geographie und wurde von seinem Vater auf den Beruf des Ingenieurs und Architekten vorbereitet. Während eines Aufenthalts in Frankreich scheint Le Rouge erstmals nicht den Namen seines Vaters, sondern seinen späteren Namen verwendet zu haben. Die Gründe für den Namenswechsel sind nicht bekannt.

## Leben und Werk
Nach dem Tod des Vaters 1726 in Darmstadt scheint Le Rouge dessen unvollendete Arbeit an einem großen Plan von Darmstadt fortgesetzt zu haben. Zu welchem Zeitpunkt Le Rouge Darmstadt verließ, ist ungeklärt; für die Zeit von 1727 bis 1732 existieren keine Angaben über seinen Aufenthaltsort. Möglicherweise hatte er ein erstes Mal geheiratet. Er begann während dieser Zeit, Karten zu zeichnen, so die Karte vom Elsaß in fünf großen Blättern. Es dürfte einen großen Bedarf an Kartenmaterial für militärische Zwecke gegeben haben; so fertigte Le Rouge auch Karten im polnischen Nachfolgekrieg (1733 bis 1735) an.
Ab 1736 lebte Le Rouge in Paris, 1741 heiratete er wahrscheinlich zum zweiten Mal. Ab 1738 war er mit dem Titel eines lieutenant auch in den Diensten Moritz’ von Sachsen. 1744 erschien sein Kartenwerk über Holland (21 Blätter). Seit 1747 importierte Le Rouge auch Karten aus England, sein Partner war John Rocque. Zwischen Aufträgen für militärische Karten erstellte er unter anderem den Atlas d’Allemagne, ein 1759 veröffentlichtes Kartenwerk von einhundert Blättern, das eine schriftliche Beschreibung Deutschlands einschloss.

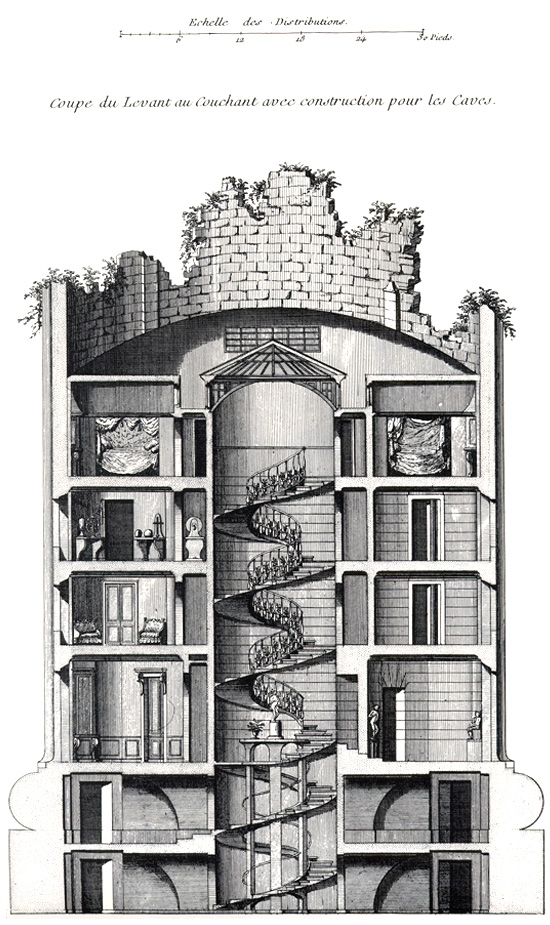
Kupferstich eines Gebäudes im Désert de Retz

## Spätwerk
Nach einer größeren geschäftlichen Krise 1773 begann Le Rouge Gartenpläne und Gartenansichten in sein Programm aufzunehmen und die kartographischen Arbeiten einzustellen. Seine Darstellungen zur Gartenkunst geben ein detailliertes Bild des neuen, sich von strengen geometrischen Formen lösenden englischen Gartenstils. Le Rouge verwendete vor Horace Walpole den Begriff jardin anglo-chinois. Ab 1775 entstand ein Werk von 492 Kupferstichen im Format 32 × 44 cm, einige größer und gefaltet, die, zu querformatigen Großfolio-Heften (cahiers) zusammengestellt, in unregelmäßiger Folge erschienen. Viele Blätter enthalten zusätzliche Nebenmotive, insgesamt fertigte Le Rouge etwa 1500 Detailansichten. Viele Stiche waren Auftragsarbeiten adliger Gartenbesitzer. Mit der Französischen Revolution 1789 dürfte Le Rouge seine französischen Kunden verloren haben. Seine Spuren verlieren sich; er starb nach 1790, möglicherweise erst 1793 oder 1794. Sein letztes Werk war das einundzwanzigste Heft, 1789 entstanden, das lediglich sechs Kupferstiche enthält. Le Rouge hatte trotz seines hohen Alters dafür einen Auftrag vom Grafen Louis Guillaume Cédric de Bentheim-Steinfurt (1756–1817) erhalten.
Das Werk zum jardin anglo-chinois vermittelt zahlreiche Einzelheiten über Gärten des 18. Jahrhunderts in Frankreich, England, Deutschland und Italien. Beispiele sind Kew Garden, Stowe House, Sanssouci (Potsdam) und der Park von Ermenonville, Vorbilder für den englischen Garten in Wörlitz. Le Rouges Werk stellt somit eine wichtige historische Quelle dar. Darüber hinaus enthält es viele Entwürfe, ist voller Ideen und behandelt auch chinesische Vorbilder.

## Werke
- Succession De Charles VI. En Italie. Le Duché De Milan, De Mantoue, De Parme Et De Plaisance : Suivant les Nouvelles Observations. - Paris : LeRouge, 1742. Digitalisierte Ausgabe der Universitäts- und Landesbibliothek Düsseldorf
- La Zelande : avec une partie de la Flandre Hollandoise Tirée des meillieurs Cartes, du pais même. - Paris : LeRouge, 1747. Digitalisierte Ausgabe der Universitäts- und Landesbibliothek Düsseldorf
- L’Empire D’Allemagne : Divisé par Cercles ; A. P. D. R. - Paris : LeRouge, 1742. Digitalisierte Ausgabe der Universitäts- und Landesbibliothek Düsseldorf
- L’Italie : Dressée sur les Dern. res Observations. - Paris : LeRouge, 1743. Digitalisierte Ausgabe der Universitäts- und Landesbibliothek Düsseldorf
- La France divisée Par Gouvernements. Et Par Provinces. Paris, 1745 (Digitalisat)
- Fälschlich zugeschrieben werden ihm die 1716 (also in seiner Kindheit) erstmals erschienenen Les curiositez de Paris, de Versailles, de Marly, de Vincennes, de S. Cloud, et des environs : avec les antiquitez justes & précises sur chaque sujet ; et  les adresses pour trouver facilement tout ce que ces lieux renferment d'agréable et d’utile. - Saugrain, Paris 1716.